# كنيسة ميخائيل البحري

## تاريخ الكنيسة
تشير الدلائل إلى أن تاريخ إنشاء الكنيسة كان مرتبطًا بنشأة بلدة اسمها «منية الأصبغ» على الخليج المصري نسبة إلى أبي ريان أصبغ بن عبد العزيز بن مروان وكان والده عبد العزيز بن مروان والياً على مصر في العصر الأموي (685 - 705م) والجدير بالذكر أن هناك شارعًا يسمى بمنية الأصبع في حي دير الملاك حتى وقتنا هذا.
في أواخر القرن العاشر تغير اسم البلدة من «منية الأصبغ» إلى «الخندق» بعد أن أمر القائد الفاطمي جوهر الصقلى بحفر خندقاً من الجبل إلى نهر النيل شمال مدينة القاهرة في السبت 10 يونيو سنة 971م فحفر الخندق بجوار قرية «منية الأصبغ» من جهتها البحرية فاشتهرت منذ ذلك الوقت باسم «الخندق» وهو الاسم الذي عرفت به الكنيسة في وقفيات المخطوطات التي تخصها أو كتب التاريخ التي ذكرتها.
وأيضاً هناك شارع يسمى بالخندق في حى دير الملاك حتى وقتنا هذا.
أما قرية الخندق فقد خربت في سنة 1404م ورحل أهلها منها وبقى عامر منها إلى اليوم كنيسة الملاك ميخائيل كشاهد وحيد لوجودها.
ذكر المقريزى في كتابه «المواعظ والاعتبار بذكر الخطط والأثار» والذي ألفه بين عام 1417 و1436م بما يفيد أن الكنيسة بقيت عامرة إلى وقته وحدها مع خراب بلدة الخندق ففى كلمة عن الكنائس قال: كنيستا الخندق ظاهر القاهرة أحدهما على اسم غبريال (والأصح ميخائيل) الملاك، والأخرى على اسم مرقوريوس وعرفت برويس، وكان راهباً مشهوراً سنة ثمانمائة وعند هاتين الكنيستين يقبر النصارى موتاهم وتعرف بمقبرة الخندق وعمرت هاتان الكنيستان عوضاً عن كنائس المقس في الأيام الإسلامية.
مما سبق نستنتج أن الكنيستان - الملاك والأنبا رويس - قد هدما وهو ماذكره المقريزى أيضاً أن الخليفة الفاطمي الحاكم بأمر الله هدمت في عهده كنيسة الملاك ضمن كنائس أخرى كثيرة في 14 أغسطس 1009م
ويذكر المؤرخ القبطى أنبا ميخائيل أسقف تنيس عن الخليفة الظاهر 1021-1036م والذي تولى الملك بعد أبيه الحاكم بأمر الله: وكان في أيامه هدوء وسلامه عظيمة وأقام ملكاً ستة عشر سنة ملكاً.. وبنيت البيع في أيامه حتى أعيدت لما كانت عليها وأفضل، ولم يزل البنا والعمارة متصلة إلى السنة التي كتبت فيها هذه السيرة وهي سنة سبع ماية سبعة وستين للشهدا = 1051م
وعلى مانرى من هذه الدراسة التاريخية أن عمارة هذه الكنيسة ثانية كان في ذلك الوقت كما هو واضح من سياق الأحداث التاريخية.
في عهد البابا يوأنس الحادي عشر البطريرك (89) (1427-1452م) جرى تكريس هيكل باسم الملاك غبريال بحرى كنيسة الملاك ميخائيل بالخندق وقد حضر لتكريسها ومعه أسقفان الأول الأنبا ميخائيل أسقف أطفيح وأهناس المدينة والثاني الأنبا يوأنس أسقف أسيوط الذي سجل هذا التكريس دون ذكر السنة التي كرس فيها سوى انه جرى يوم 26 بؤونة = 20يونيو في ميمر قديم عنها وعن كنيسة أخرى هي بيعة الملاك غبريال بجبل النقلون بالفيوم.
هناك مخطوط عن تاريخ عمل الميرون المقدس في زمن البابا يوأنس السادس عشر البطريرك (103) كتبه القمص عبد المسيح كاتب القلاية البطريركية وخادم بيعة الست السيدة بمنية صرد (مسطرد) وهو يروى لنا انهم كانو يريدون عمل الميرون المقدس فطلبوا من ناظر البيعة (رئيس مجلس الكنيسة) ان يقطعوا شجرة زيتون من جنينة دير الملاك لأجل طبخ الميرون فأجابهم بالطاعة وقد حضر الأب البطريرك للكنيسة يوم 23 أبيب 1418ش (28 يوليو 1702م) وتكريسه للكنيسة قبلاً بعد عمارتها في صباح أحد العنصرة 1418ش (يونيو 1702م).
في نظارة إبراهيم بك مليكة الوهابى شرع في هدم مبنى الكنيسة في عام 1893م وإعادة بنائها على طراز حديث حتى أن البابا كيرلس الخامس البطريرك (112) عندما حضر لوضع حجر أساسها لإعادة بنائها في 20 نوفمبر 1893م صلى أولاً بكنيسة أنبارويس ثم حضر حفل وضع حجر الأساس بعدها على أرضها في حضور نحو ألفى نسمة من أعيان الطائفة القبطية على رأسهم صاحب العطوفة بطرس باشا غالى وعزتلو باسيلى بك تادرس وغالباً كان إتمام بناء الكنيسة في عام 1895م.
ويوجد بمدخل الكنيسة ألواح رخام بلغات مختلفة منها العربية والقبطية تؤرخ هذا بعد أبانا الذي في السموات.
نشر عن أعمال البابا كيرلس الخامس (112) 1874 - 1881م أنه أمر بترميم وتنظيم القصر الموجود بجنينة الملاك البحرى بالعباسية وهو قصر كان قد بناه البابا بطرس السابع (109) (1809 - 1852م) وكان يتردد عليه كل يوم خميس.
ويصف على باشا مبارك القصر في كتابه الخطط التوفيقية 1888م فيقول:
«فإنه - القصر - يشرف من الجهة البحرية على الحقول الممتدة لجهة القبة ومن الجهة الشرقية على الحدائق والحقول الممتدة لجهة العباسية ومن الجهتين القبلية والغربية على حدية الدير. ولحسن موقع هذا الدير يهرع اليه المسيحيون من كل جنس للزيارة والتروح من أماكنة المشرفة على الرياض والحقول الرائقة. وله مواسم حافلة كل سنة منها عيد الصليب في السابع عشر من توت وعيد الملاك ميخائيل في الثاني عشر من بؤونة وهناك يجتمع كثير من الأمة من القاهرة والجهات القريبة للزيارة والصلاة والنزهة ويسمى هذا الدير دير الفرح» مميزاً له عن دير الأنبارويس الذي كان يدفن فيه الأقباط موتاهم قديماً إلى أن أبطل في 25 ديسمبر 1928 وعرف بدير الحزن.
وهناك شارع اسمه شارع القصر (قصر البطريرك سابقاً) في حى دير الملاك حتى وقتنا هذا.
أستمرت الكنيسة نحو مئة عام حتى تصدعت على أثر زلزال أكتوبر 1992 وأقتضت الظروف بترميم الكنيسة، وكانت فرصة أعدها الرب لتوسيع الكنيسة وأقتضى الحال إلى توقف الصلاة بها مؤقتاً وبناء كنيسة أخرى على وجه السرعة في الفناء الواقع بالجانب البحرى على اسم الملاك غبريال إحياء وتذكار للكنيسة القديمة التي كانت قائمة قبلاً، وفي 20 يوليو 1995 افتتحت كنيسة الملاك ميخائيل للصلاة بها بعد ترميمها وتوسيعها.

## أثار خرجت مع هدم الكنيسة في 1893 ولم تعد إليها
- أيقونة للسيدة العذراء جالسة على كرسى وحولها الملاكان ميخائيل وغبريال بمقصورة بكنيسة الشهيد إستفانوس وهي الصغيرة بالبطريركية القديمة بالأزبكية بالركن الغربي منها عملت في سنة 1495ش (78/1779م) باهتمام المعلم حنا جرجس الخنانى.
- أيقونتان قديمتان بحجم كبير بكنيسة القديسة دميانة ببولاق مصر شارع الصحافة.

## أثار خرجت من الكنيسة إلى المتحف القبطى في سنة 1909
- صندوق بشارة من الفضة.
- صليب فضة.

## أسماء الكنيسة على مدار التاريخ
- الخندق:

ذكر مخطوط عن أسماء الكنائس يرجع إلى نحو أواخر القرن 13م وذكر اسم الكنيسة بهذا النص: «ميخاييل بالخندق»
- الخندق الفوقانى:

في خلال القرنان الخامس عشر والسادس عشر حدثت إضافة للصيغة الجغرافية لاسم الكنيسة فأصبح يقال إنها «بالخندق الفوقانى» تمييزاً لها عن دير الخندق الآخر الذي كان يسمى «بالخندق التحتانى» أو «الخندق السفلى» (وهو اليوم دير الانبا رويس)
وأقدم صيغة ترجع إلى عام 1461م وفيه عمل الميرون المقدس وحضره عدد من الآباء الكهنة بمحروستى مصر والقاهرة * وذكر بيعهم... كنيسة الملاك بالخندق الفوقانى.
وثاني صيغة تعتبر أقدم وقفية ذكر فيها اسم الكنيسة على مخطوط بالكنيسة ويرجع نسخه إلى 2 ديسمبر 1594م وجاء فيها «على بيعة الملاك الجليل بالخندق الفوقانى وقفاً مؤبداً وحبساً مخلداً»
- الخندق البحرى:

ابتداء من أوائل القرن 17م بدأ يظهر لفظ «البحرى» ملاصقاً وتابعاً لصيغة اسم الكنيسة في تدرج من «بحرى مصر» إلى «بالوجه البحرى» إلى «الخندق البحرى».
- وقفية في 4 مايو 1620م جاء فيها:

«وقفاً موبداً وحبساً مخلداً على بيعت الملاك الجليل الطاهر ميخاييل رييس قوات أجناد السموات، بحرى المحروسة شرق الزاوية الحمرة بجانب الشيخ الدمرداشى»
- مخطوط 17 ديسمبر 1638م:

وكان المهتم به «الناظر ببيعة الملاك الجليل ميخاييل بالوجه البحرى»
- مخطوط 5 نوفمبر 1649م:

«لأجل بيعة الملاك ميخاييل بالخندق البحرى»
- دير الملاك البحرى:

أقدم صيغة عثر عليها يرجع إلى النصف الثاني من القرن 17م.
ويجب إيضاح أن الكنيسة لم تكن يوماً من أديرة الرهبان ولكن سميت بـ (دير) لسببين:
1. في جميع الحجج والوقفيات قديما كان يكتب «دير» وليس «كنيسة» أو «بيعة».
2. في العمارة القديمة في العصر العربي، نجد أن العرب من باب التعميم أطلقوا على كل مبنى له سور ويطل ما فيه على فناء داخلي اسم «دير» (لأنه يدارى ما بداخله) ولم يفرقوا ما بين سور حول كنيسة أو حول دير رهبان.

## لماذا سميت الكنيسة بالبحري؟
أما التسمية بالبحرى فهو لثلاث أسباب:
1. لأن بلدة الخندق كانت في العصر العربي تتبع أقليم الشرقية ثم تتبعت لضواحى القاهرة وهذان الأقليمان كانا قائمين في الوجه البحرى.
2. لأن بيعة الملاك ميخائيل كانت وماتزال تقع بحرى دير الست السيدة الذي عرف بأبورويس.
3. لأن الاسم مع توالى العصور أصبح يميز ما بين كنيسة الملاك البحرى الواقعة في شمال مدينة القاهرة وكنيسة الملاك القبلى الواقعة في جنوب القاهرة في مصر القديمة. فأصبح الملاك ميخائيل هو حارس شعب المدينة في شمالها (بحريها) وفي جنوبها (قبليها).